# Circonscriptions législatives des Français établis hors de France
À la suite de la réforme de la constitution française de juillet 2008 et profitant du redécoupage de 2010, des circonscriptions législatives sont créées à l'étranger, pour permettre aux Français établis hors de France d'élire des députés à l'Assemblée nationale (une première sous la République française, ces Français hors de France n'étaient auparavant représentés qu'au Sénat).   
Ces députés, au nombre de 11 (un par circonscription hors de France), sont élus selon les mêmes modalités (scrutin uninominal majoritaire à deux tours) et disposent des mêmes pouvoirs que les députés élus sur le territoire français. Ils ont été élus pour la première fois lors des élections législatives de 2012 et siègent dans la XIVe législature de la Cinquième République. 
Les électeurs ont la possibilité de voter par Internet (vote électronique).
Les Français établis hors de France ont voté pour la seconde fois lors des élections législatives de 2017.
Le troisième vote pour ces circonscription est lors des élections législatives de 2022 les 4-5 juin (une semaine avant la France métropolitaine) et 18-19 juin 2022 afin d'élire les députés qui siègent à l'Assemblée nationale dans la XVIe législature.

## Circonscriptions
Le nombre total des circonscriptions est établi en fonction du nombre de Français qui résident hors de France, et des membres de leur foyer familial, inscrits sur les listes consulaires pour voter hors de France. Comme les électeurs résidant en France, ceux qui vivent dans un autre pays peuvent voter par procuration, notamment lorsque leur lieu de résidence est trop éloigné d'une représentation consulaire française.
Les circonscriptions sont de tailles très différentes et tiennent compte du nombre de Français résidant dans chaque zone, la plus étendue étant en Asie, et les plus petites en Europe occidentale où les Français sont les plus nombreux.
Toutefois, la première circonscription qui est celle qui a le plus d'inscrits sur les listes électorales consulaires compte plus de deux fois plus d'inscrits (253 386, en 2023) que la deuxième circonscription qui est celle ayant le moins d'inscrits (90 423, en 2023). Actuellement, les électeurs des États-Unis et Canada sont donc sous-représentés par leur député, et inversement, ceux du Mexique, de l'Amérique centrale et du Sud sont sur-représentés. C'est aussi le cas de la cinquième circonscription (péninsule Ibérique, Andorre, et Monaco). Ce premier découpage n'a pas pu être effectué très précisément lors de ces premières élections organisées par la France hors de ses frontières. Les huit autres circonscriptions sont à peu près bien équilibrées entre elles (entre 130 000 et 180 000 en 2023).

Carte des onze circonscriptions législatives des Français établis hors de France

| Circonscription           | Circonscription | Pays | Nombre de pays | Nombre d'inscrits en 2023 |
| ------------------------- | --------------- | --- | -------------- | ------------------------- |
| Première circonscription  |                 | Les États-Unis et le Canada | 2              | 253 386                   |
| Deuxième circonscription  |                 | Le Mexique, l'Amérique centrale, les Caraïbes et l'Amérique du Sud                                                                                               | 33             | 90 423                    |
| Troisième circonscription |                 | L'Europe du Nord (îles Britanniques, Islande, Scandinavie, Finlande et pays baltes)                                                                              | 10             | 178 668                   |
| Quatrième circonscription |                 | Le Benelux (Belgique, Pays-Bas et Luxembourg) | 3              | 167 655                   |
| Cinquième circonscription |                 | La péninsule Ibérique (incluant les Açores et les Canaries), Andorre et Monaco                                                                                   | 4              | 108 620                   |
| Sixième circonscription   |                 | La Suisse et le Liechtenstein | 2              | 173 720                   |
| Septième circonscription  |                 | L'Europe centrale (hors Suisse et Liechtenstein) et les Balkans                                                                                                  | 15             | 130 413                   |
| Huitième circonscription  |                 | Chypre, Grèce, Israël, Italie, Malte, Turquie et Territoires palestiniens                                                                                        | 8              | 137 660                   |
| Neuvième circonscription  |                 | Le Maghreb et l'Afrique de l'Ouest (hors Bénin, Ghana, Togo et Nigeria)                                                                                          | 16             | 158 872                   |
| Dixième circonscription   |                 | Le Proche-Orient et la majeure partie de l'Afrique (Afrique centrale, orientale et australe et quatre pays d'Afrique de l'Ouest : Bénin, Ghana, Togo et Nigeria) | 48             | 145 228                   |
| Onzième circonscription   |                 | La Biélorussie, la Moldavie, l'Ukraine, la Russie, les pays du Caucase, la majeure partie de l'Asie (hors Moyen-Orient et Asie mineure) et l'Océanie             | 49             | 139 270                   |
| TOTAL                     | TOTAL           | TOTAL | TOTAL          | 1 683 915                 |

## (2012-2017)

Couleur politique des députés à la fin de la.

## (2017-2022)

Couleur politique des députés au début de la XVe législature.

## (2022-2024)

Couleur politique des députés au début de la XVIe législature.

## (2024-présent)

Couleur politique des députés au début de la XVIIe législature.

## XIVelégislature(2012-2017)
| Circonscription | Député                    | Parti | Parti       | Début du mandat | Fin du mandat   |
| --------------- | ------------------------- | ----- | ----------- | --------------- | --------------- |
| 1re             | Corinne Narassiguin       |       | PS          | 20 juin 2012    | 15 février 2013 |
| 1re             | Frédéric Lefebvre         |       | LR          | 10 juin 2013    | 18 juin 2017    |
| 2e              | Sergio Coronado           |       | EELV        | 20 juin 2012    | 18 juin 2017    |
| 3e              | Axelle Lemaire            |       | PS          | 20 juin 2012    | 9 mai 2014      |
| 3e              | Christophe Premat         |       | PS          | 9 mai 2014      | 27 mars 2017    |
| 3e              | Axelle Lemaire            |       | PS          | 27 mars 2017    | 18 juin 2017    |
| 4e              | Philip Cordery            |       | PS          | 20 juin 2012    | 18 juin 2017    |
| 5e              | Arnaud Leroy              |       | PS          | 20 juin 2012    | 18 juin 2017    |
| 6e              | Claudine Schmid           |       | LR          | 20 juin 2012    | 18 juin 2017    |
| 7e              | Pierre-Yves Le Borgn'     |       | PS          | 20 juin 2012    | 18 juin 2017    |
| 8e              | Daphna Poznanski-Benhamou |       | PS          | 20 juin 2012    | 15 février 2013 |
| 8e              | Meyer Habib               |       | UDI         | 10 juin 2013    | réélu           |
| 9e              | Pouria Amirshahi          |       | PS puis DVG | 20 juin 2012    | 18 juin 2017    |
| 10e             | Alain Marsaud             |       | LR          | 20 juin 2012    | 18 juin 2017    |
| 11e             | Thierry Mariani           |       | LR          | 20 juin 2012    | 18 juin 2017    |

## XVelégislature(2017-2022)
| Circonscription | Député                   | Parti | Parti         | Début du mandat | Fin du mandat    |
| --------------- | ------------------------ | ----- | ------------- | --------------- | ---------------- |
| 1re             | Roland Lescure           |       | LREM          | 21 juin 2017    | réélu            |
| 2e              | Paula Forteza            |       | LREM puis SE  | 21 juin 2017    | 21 juin 2022     |
| 3e              | Alexandre Holroyd        |       | LREM          | 21 juin 2017    | réélu            |
| 4e              | Pieyre-Alexandre Anglade |       | LREM          | 21 juin 2017    | réélu            |
| 5e              | Samantha Cazebonne       |       | LREM          | 21 juin 2017    | 1er octobre 2021 |
| 5e              | Stéphane Vojetta         |       | LREM          | 6 octobre 2021  | réélu            |
| 6e              | Joachim Son-Forget       |       | LREM puis REC | 21 juin 2017    | 21 juin 2022     |
| 7e              | Frédéric Petit           |       | MoDem         | 21 juin 2017    | réélu            |
| 8e              | Meyer Habib              |       | UDI           | 21 juin 2017    | réélu            |
| 9e              | M'jid El Guerrab         |       | LREM puis PRV | 21 juin 2017    | 21 juin 2022     |
| 10e             | Amal Amélia Lakrafi      |       | LREM          | 21 juin 2017    | réélue           |
| 11e             | Anne Genetet             |       | LREM          | 21 juin 2017    | réélue           |

## XVIelégislature(2022-2024)
| Circonscription | Député                   | Parti | Parti                         | Début du mandat | Fin du mandat  |
| --------------- | ------------------------ | ----- | ----------------------------- | --------------- | -------------- |
| 1re             | Roland Lescure           |       | RE                            | 21 juin 2022    | réélu          |
| 2e              | Éléonore Caroit          |       | RE                            | 21 juin 2022    | réélue         |
| 3e              | Alexandre Holroyd        |       | RE                            | 21 juin 2022    | 8 juillet 2024 |
| 4e              | Pieyre-Alexandre Anglade |       | RE                            | 21 juin 2022    | réélu          |
| 5e              | Stéphane Vojetta         |       | sans étiquette (apparenté RE) | 21 juin 2022    | réélu          |
| 6e              | Marc Ferracci            |       | RE                            | 21 juin 2022    | réélu          |
| 7e              | Frédéric Petit           |       | MoDem                         | 21 juin 2022    | réélu          |
| 8e              | Meyer Habib              |       | UDI                           | 21 juin 2022    | 8 juillet 2024 |
| 9e              | Karim Ben Cheïkh         |       | G·s                           | 21 juin 2022    | réélu          |
| 10e             | Amal Amélia Lakrafi      |       | RE                            | 21 juin 2022    | réélue         |
| 11e             | Anne Genetet             |       | RE                            | 21 juin 2022    | réélue         |

## XVIIelégislature(2024-présent)
| Circonscription | Député                   | Parti | Parti                         | Autre mandat                                                                                     | Photo | Territoire                                                                |
| --------------- | ------------------------ | ----- | ----------------------------- | ------------------------------------------------------------------------------------------------ | ----- | ------------------------------------------------------------------------- |
| 1re             | Roland Lescure           |       | RE                            | Député de la circonscription depuis 2017                                                         |       | Etats-Unis, Canada                                                        |
| 2e              | Éléonore Caroit          |       | RE                            | Député de la circonscription depuis 2022                                                         |       | Mexique, Amérique Centrale, Caraïbes, Amérique du Sud                     |
| 3e              | Vincent Caure            |       | RE                            | Député de la circonscription depuis 2024                                                         |       | Europe du Nord, pays baltes et îles Britanniques                          |
| 4e              | Pieyre-Alexandre Anglade |       | RE                            | Député de la circonscription depuis 2017                                                         |       | Bénélux                                                                   |
| 5e              | Stéphane Vojetta         |       | sans étiquette (apparenté RE) | Député de la circonscription depuis 2021                                                         |       | Péninsule ibérique, Monaco                                                |
| 6e              | Marc Ferracci            |       | RE                            | Député de la circonscription depuis 2022                                                         |       | Suisse, Liechtenstein                                                     |
| 7e              | Frédéric Petit           |       | MoDem                         | Député de la circonscription depuis 2017                                                         |       | Allemagne, Europe centrale, Balkans                                       |
| 8e              | Caroline Yadan           |       | RE                            | Députée de la circonscription depuis 2024 (ancienne députée dans la 3e circonscription de Paris) |       | Chypre, Grèce, Israël, Italie, Malte, Turquie et Territoires palestiniens |
| 9e              | Karim Ben Cheïkh         |       | NFP / G·s                     | Député de la circonscription depuis 2022                                                         |       | Maghreb, Afrique de l'Ouest                                               |
| 10e             | Amal Amélia Lakrafi      |       | RE                            | Députée de la circonscription depuis 2017                                                        |       | Proche-Orient, Afrique centrale, orientale et australe                    |
| 11e             | Anne Genetet             |       | RE                            | Députée de la circonscription depuis 2017, Conseillère municipale d'Escamps (2020-)              |       | Europe de l'Est, Asie, Océanie                                            |